# Heinrich Reisinger (Politiker, 1941)
Heinrich Reisinger (* 12. Oktober 1941 in Quierschied) ist ein deutscher Professor und Politiker (FDP).

## Leben und Beruf
Die Schulausbildung absolvierte Reisinger in den Volksschulen in Göttelborn und Niederlahnstein und dem neusprachlichen Gymnasium Oberlahnstein. Dieses schloss er 1961 mit dem Abitur ab. Diesem folgte das Studium der Mathematik und Physik und 1968 das Diplom in Physik an der Universität Mainz. Im Anschluss war er als Laborleiter bei AEG/TfK in Backnang/Baden-Württemberg tätig. Ab 1974 arbeitete er als Fachhochschullehrer. Im Jahr 1979 erfolgte die Berufung zum Professor im Fachbereich Physikalische Technik an der FH Wiesbaden in den Fachgebieten Elektronik/Festkörperphysik.

## Partei
Er ist seit 1979 Mitglied der FDP. Er war Vorsitzender des Kreisverbands Rhein-Lahn und Mitglied im Vorstand des Bezirksverbands Koblenz und des Landesvorstands. Von 1983 bis 1993 war er Vorsitzender des Landesfachausschusses für Umweltpolitik und von 1995 bis 2003 Vorsitzender des Bundesfachausschusses Bildung, Wissenschaft, Forschung und Technologie seiner Partei. Darüber hinaus war er als Mitglied im Bundesfachausschuss der FDP für Umweltpolitik aktiv.
Er ist Mitglied im Vorstand des FDP-Kreisverbandes Rhein-Lahn.

## Abgeordneter
Reisinger wurde zum ersten Mal bei der Landtagswahl 1987 in den rheinland-pfälzischen Landtag gewählt und gehörte diesem zwei Wahlperioden (11. und 12. Wahlperiode) ununterbrochen vom 27. Mai 1987 bis zum 19. Mai 1996 an. In der 11. Wahlperiode war er Vorsitzender im Ausschuss für Umwelt (Bezeichnung ab 16. November 1987: Ausschuss für Umwelt und Gesundheit) und Mitglied der Kommission beim Landesbeauftragten für den Datenschutz, dem Kulturpolitischen Ausschuss und im Untersuchungsausschuss „AKW Mülheim-Kärlich“. In der 12. Wahlperiode war er Vorsitzender im Ausschuss für Wissenschaft und Weiterbildung und Mitglied im Ausschuss für Umwelt, im Ausschuss für Wissenschaft und Weiterbildung, in der Kommission beim Landesbeauftragten für den Datenschutz und im Untersuchungsausschuss „GBS“.

## Kommunale Tätigkeiten
Er gehörte dem Verbandsgemeinderat Nastätten, dem Gemeinderat Buch und dem Kreistag des Rhein-Lahn-Kreises an.

## Sonstiges Engagement
Reisinger war Mitglied in den Kuratorien der FH Rheinland-Pfalz, der Universität Koblenz-Landau, der Universität Mainz und der Stiftung Rheinland-Pfalz für Innovation.

## Ehrung
- Bundesverdienstkreuz am Bande (1997)